# الجامع الكبير (خورمال)
الجامع الكبير في ناحية خورمال في قضاء حلبجة من مساجد العراق الأثرية والتراثية في محافظة السليمانية بمنطقة كردستان العراق، والذي بني وشيد في عهد الفتح الإسلامي للعراق، ولقد أعيد بناؤه وتعميره في زمن البابانيون ويذكر المؤرخون إنه يعود إلى عهد القائد الاسكندر المقدوني، حيث إنه بعد فتوحاته باتجاه الشرق في فارس وعودته يقال انه سمي هذا المكان وقد توارثته الأجيال، وبعد الفتح الإسلامي للعراق ومجيء الصحابي عبد الله بن عمر بن الخطاب جعل المبنى مسجدا تقام فيهِ الصلوات الخمس وصلاة الجمعة وصلاة العيدين، كما توجد بقرب المسجد مقبرة موسى بك تضم قبره مع زوجته، وتقع تحت منارة الجامع.
وتبلغ مساحة الجامع الكلية 2500م2، ولقد جدد بنيانه عام 1061هـ/1651م، ثم في عام 1412هـ/ 1992م، وللجامع مدخلين ويحتوي على قاعة لاقامة المناسبات الدينية ومجالس العزاء وغرفة للفتوى وفي فنائه توجد بركة ماء من مياه العيون الدافئة، والتي تكون منابعها من الجبال وفيه منارة مئذنة قديمة مهدمة وما زالت آثارها باقية ويعود تاريخ بناء المنارة إلى ما يقارب 400 عام.
وفي الجامع حجر نقشت عليهِ أبيات من الشعر، ويبلغ عرض الحرم 20 متراً وطوله 25 متراً، ويتوسط مبنى الحرم محراب فيه منبر مصنوع من الخشب ويقوم مبنى الحرم على عمودين من الكونكريت، وتحيط الحرم نوافذ عدة صممت على الطراز الاسلامي القديم.
ومن الائمة الذين تعاقبوا على منصب الإمامة والخطابة في الجامع:
- الشيخ عارف هانة سورة.
- الملا أبو بكر المصنف.
- المولوي الشاعر.
- عبد الله الأربيلي.
- الملا بهاء الدين.
- الملا عبد الرحمن الحيدري النووي.